# Хон Кук Хён
Хон Кук Хён (кор. 홍국현, род. 1 июля 1990, КНДР) — северокорейский дзюдоист, чемпион Азии, призёр чемпионата мира, участник летних Олимпийских игр 2016 года в Рио-де-Жанейро.

## Карьера
Родился 1 июля 1990 года. Выступает в лёгкой весовой категории (до 73 кг). Бронзовый призёр летних Азиатских игр 2010 года в Гуанчжоу и 2014 года в Инчхоне. В 2013 году стал чемпионом Азии, а в 2014 году — серебряным призёром чемпионата мира в Челябинске.
На летних Олимпийских играх 2016 года в Рио-де-Жанейро проиграл первую же схватку французскому спортсмену Пьеру Дюпра и выбыл из дальнейшей борьбы.